# Interlands Roemeens voetbalelftal 1930-1939
Deze pagina toont een chronologisch en gedetailleerd overzicht van de interlands die het Roemeens voetbalelftal heeft gespeeld in de periode 1930 – 1939.

## Interlands

### 1930
|                                                                                        |                                      |       |                   |                                                                                      |
| 4 mei Vriendschappelijk Koning Alexander Cup № 23 «onderlinge duels» 16:00 uur (UTC+1) | Joegoslavië                          | 2 – 1 | Roemenië          | Stadion BSK, Belgrado Toeschouwers: 8.000 Scheidsrechter: Ladislav Štépanovský (TCH) |
| 4 mei Vriendschappelijk Koning Alexander Cup № 23 «onderlinge duels» 16:00 uur (UTC+1) | Danijel Premerl 12' Ante Bonačić 32' |       | 72' Adalbert Deşu | Stadion BSK, Belgrado Toeschouwers: 8.000 Scheidsrechter: Ladislav Štépanovský (TCH) |

|                                                                        | |       |                            | |
| 25 mei Balkan Cup 1929/31 № 24 «onderlinge duels» 14:00 uur (UTC+1:44) | Roemenië | 8 – 1 | Griekenland                | Stadionul Oficiul Național de Educație Fizică, Boekarest Toeschouwers: 15.000 Scheidsrechter: Jovan Ružić (YUG) |
| 25 mei Balkan Cup 1929/31 № 24 «onderlinge duels» 14:00 uur (UTC+1:44) | Rudi Wetzer 8' Rudi Wetzer 34' Emerich Vogl 43' Ladislau Raffinsky 57' (pen.) Rudi Wetzer 75' Rudi Wetzer 76' Ştefan Dobay 77' Rudi Wetzer 80' |       | 15' Vasilis Andrianopoulos | Stadionul Oficiul Național de Educație Fizică, Boekarest Toeschouwers: 15.000 Scheidsrechter: Jovan Ružić (YUG) |

| Wereldkampioenschap voetbal 1930 |
| -------------------------------- |

|                                                                      |                                                          |       |                    |                                                                                       |
| 14 juli WK 1930 Groep C № 25 «onderlinge duels» 14:45 uur (UTC−3:30) | Roemenië                                                 | 3 – 1 | Peru               | Estadio Pocitos, Montevideo Toeschouwers: 2.459 Scheidsrechter: Alberto Warnken (CHI) |
| 14 juli WK 1930 Groep C № 25 «onderlinge duels» 14:45 uur (UTC−3:30) | Adalbert Deşu 1' Ştefan Barbu 85' Constantin Stanciu 85' |       | 75' Souza Ferreira | Estadio Pocitos, Montevideo Toeschouwers: 2.459 Scheidsrechter: Alberto Warnken (CHI) |

|                                                                      |                                                                        |       |          | |
| 21 juli WK 1930 Groep C № 26 «onderlinge duels» 14:45 uur (UTC−3:30) | Uruguay                                                                | 4 – 0 | Roemenië | Estadio Centenario, Montevideo Toeschouwers: 70.022 Scheidsrechter: Gilberto de Almeida Rêgo (BRA) |
| 21 juli WK 1930 Groep C № 26 «onderlinge duels» 14:45 uur (UTC−3:30) | Pablo Dorado 7' Héctor Scarone 26' Peregrino Anselmo 31' Pedro Cea 35' |       |          | Estadio Centenario, Montevideo Toeschouwers: 70.022 Scheidsrechter: Gilberto de Almeida Rêgo (BRA) |

|  |  |  |  |  |  |  |  |  |

|                                                                         |                                                                                 |       |                                              |                                                                             |
| 12 oktober Balkan Cup 1929/31 № 27 «onderlinge duels» 16:00 uur (UTC+2) | Bulgarije                                                                       | 5 – 3 | Roemenië                                     | Slaviastadion, Sofia Toeschouwers: 10.000 Scheidsrechter: Jovan Ružić (YUG) |
| 12 oktober Balkan Cup 1929/31 № 27 «onderlinge duels» 16:00 uur (UTC+2) | Nikola Staykov 11' (pen.) Velcho Stoyanov 34' Asen Peshev 47' Vasil Vasilev 50' |       | 23', 43' Rudi Wetzer 71' (e.d.) Liuben Gikov | Slaviastadion, Sofia Toeschouwers: 10.000 Scheidsrechter: Jovan Ružić (YUG) |

### 1931
|                                                                        |                                                                    |       |                                     | |
| 10 mei Balkan Cup 1929/31 № 28 «onderlinge duels» 17:00 uur (UTC+1:44) | Roemenië                                                           | 5 – 2 | Bulgarije                           | Stadionul Oficiul Național de Educație Fizică, Boekarest Toeschouwers: 12.000 Scheidsrechter: Ernest Fabris (YUG) |
| 10 mei Balkan Cup 1929/31 № 28 «onderlinge duels» 17:00 uur (UTC+1:44) | Graţian Sepi 25' Iuliu Bodola 50', 66' Constantin Stanciu 68', 81' |       | 51' Mihail Lozanov 89' Asen Panchev | Stadionul Oficiul Național de Educație Fizică, Boekarest Toeschouwers: 12.000 Scheidsrechter: Ernest Fabris (YUG) |

|                                                                      |                                              |       |                                                               |                                                                                     |
| 28 juni Balkan Cup 1929/31 № 29 «onderlinge duels» 17:45 uur (UTC+1) | Joegoslavië                                  | 2 – 4 | Roemenië                                                      | Stadion HASK, Zagreb Toeschouwers: 6.000 Scheidsrechter: Apostolos Nikolaidis (GRE) |
| 28 juni Balkan Cup 1929/31 № 29 «onderlinge duels» 17:45 uur (UTC+1) | Dobrivoje Zečević 36' Blagoje Marjanović 60' |       | 16' Andrei Glanzmann 49', 89' Iuliu Bodola 50' Nicolae Covaci | Stadion HASK, Zagreb Toeschouwers: 6.000 Scheidsrechter: Apostolos Nikolaidis (GRE) |

|                                                                         |                                        |       |                                        |                                                                                               |
| 23 augustus Vriendschappelijk № 30 «onderlinge duels» 17:00 uur (UTC+1) | Polen                                  | 2 – 3 | Roemenië                               | Wojska Polskiegostadion, Warschau Toeschouwers: 10.000 Scheidsrechter: František Cejnar (TCH) |
| 23 augustus Vriendschappelijk № 30 «onderlinge duels» 17:00 uur (UTC+1) | Józef Nawrot 80' Witold Wypijewski 87' |       | 5', 78' Graţian Sepi 29' Elemer Kocsis | Wojska Polskiegostadion, Warschau Toeschouwers: 10.000 Scheidsrechter: František Cejnar (TCH) |

|                                                                         |                                             |       |                                            |                                                                              |
| 26 augustus Vriendschappelijk № 31 «onderlinge duels» 17:00 uur (UTC+2) | Litouwen                                    | 2 – 4 | Roemenië                                   | LFLS Stadion, Kaunas Toeschouwers: 1.000 Scheidsrechter: Juris Rēdlihs (LVA) |
| 26 augustus Vriendschappelijk № 31 «onderlinge duels» 17:00 uur (UTC+2) | Leonas Raclauskas 34' Vilius Trumpjonas 37' |       | 1', 28', 81' Iuliu Bodola 58' Graţian Sepi | LFLS Stadion, Kaunas Toeschouwers: 1.000 Scheidsrechter: Juris Rēdlihs (LVA) |

| |                                                                    |       |                     |                                                                                             |
| 20 september Centraal-Europese Internationale beker 1931-1934 № 32 «onderlinge duels» 15:00 uur (UTC+2) | Roemenië                                                           | 4 – 1 | Tsjecho-Slowakije   | Stadionul Carol al-II-lea, Oradea Toeschouwers: 8.000 Scheidsrechter: Bora Vasiljević (YUG) |
| 20 september Centraal-Europese Internationale beker 1931-1934 № 32 «onderlinge duels» 15:00 uur (UTC+2) | Constantin Stanciu 19' Elemer Kocsis 28', 87' Andrei Glanzmann 47' |       | 35' Oldřich Nejedlý | Stadionul Carol al-II-lea, Oradea Toeschouwers: 8.000 Scheidsrechter: Bora Vasiljević (YUG) |

| |                                                                       |       |          |                                                                                    |
| 4 oktober Centraal-Europese Internationale beker 1931-1934 № 33 «onderlinge duels» 13:00 uur (UTC+1) | Hongarije                                                             | 4 – 0 | Roemenië | V.A.C. Stadion, Boedapest Toeschouwers: 20.000 Scheidsrechter: Ernest Fabris (YUG) |
| 4 oktober Centraal-Europese Internationale beker 1931-1934 № 33 «onderlinge duels» 13:00 uur (UTC+1) | Karoly Deri 6' Karoly Deri 16' Emerich Vogl 40' (e.d.) Engelhardt 75' |       |          | V.A.C. Stadion, Boedapest Toeschouwers: 20.000 Scheidsrechter: Ernest Fabris (YUG) |

|                                                                          |                          |       |                                             |                                                                                             |
| 29 november Balkan Cup 1929/31 № 34 «onderlinge duels» 15:00 uur (UTC+2) | Griekenland              | 2 – 4 | Roemenië                                    | Leoforos Alexandrasstadion, Athene Toeschouwers: 12.000 Scheidsrechter: Ernest Fabris (YUG) |
| 29 november Balkan Cup 1929/31 № 34 «onderlinge duels» 15:00 uur (UTC+2) | Nikos Aggelakis 34', 39' |       | 13', 18', 84' Iuliu Bodola 51' Graţian Sepi | Leoforos Alexandrasstadion, Athene Toeschouwers: 12.000 Scheidsrechter: Ernest Fabris (YUG) |

### 1932
|                                                                                                  |                                                            |       |             | |
| 8 mei Centraal-Europese Internationale beker 1931-1934 № 35 «onderlinge duels» 17:00 uur (UTC+2) | Roemenië                                                   | 4 – 1 | Oostenrijk  | Stadionul Oficiul Național de Educație Fizică, Boekarest Toeschouwers: 10.000 Scheidsrechter: Mihály Iváncsics (HUN) |
| 8 mei Centraal-Europese Internationale beker 1931-1934 № 35 «onderlinge duels» 17:00 uur (UTC+2) | Nicolae Covaci 35' Elemer Kocsis 36', 85' Iuliu Bodola 44' |       | 17' Sobotka | Stadionul Oficiul Național de Educație Fizică, Boekarest Toeschouwers: 10.000 Scheidsrechter: Mihály Iváncsics (HUN) |

|                                                                     |                                                                        |       |                                                 |                                                                                             |
| 12 juni Vriendschappelijk № 36 «onderlinge duels» 10:30 uur (UTC+3) | Roemenië                                                               | 6 – 3 | Frankrijk                                       | Stadionul Republicii, Boekarest Toeschouwers: 10.000 Scheidsrechter: Mihály Iváncsics (HON) |
| 12 juni Vriendschappelijk № 36 «onderlinge duels» 10:30 uur (UTC+3) | Iuliu Bodola 10', 81' Rudi Wetzer 17', 68' Alexandru Schwartz 20', 46' |       | 63' (pen.) André Chardar 75', 77' Roger Rolhion | Stadionul Republicii, Boekarest Toeschouwers: 10.000 Scheidsrechter: Mihály Iváncsics (HON) |

|                                                                   |                      |       |          |                                                                              |
| 26 juni Balkan Cup 1932 № 37 «onderlinge duels» 15:30 uur (UTC+1) | Bulgarije            | 2 – 0 | Roemenië | Stadion BSK, Belgrado Toeschouwers: 5.000 Scheidsrechter: Mika Popović (YUG) |
| 26 juni Balkan Cup 1932 № 37 «onderlinge duels» 15:30 uur (UTC+1) | Asen Peshev 65', 89' |       |          | Stadion BSK, Belgrado Toeschouwers: 5.000 Scheidsrechter: Mika Popović (YUG) |

|                                                                   |             |                                                           |          |                                                                                  |
| 28 juni Balkan Cup 1932 № 38 «onderlinge duels» 17:30 uur (UTC+1) | Griekenland | 0 – 3                                                     | Roemenië | Stadion BSK, Belgrado Toeschouwers: 2.500 Scheidsrechter: Stefan Chumpalov (BUL) |
| 28 juni Balkan Cup 1932 № 38 «onderlinge duels» 17:30 uur (UTC+1) |             | 6' Gheorghe Ciolac 9' Alexandru Schwartz 16' Iuliu Bodola |          | Stadion BSK, Belgrado Toeschouwers: 2.500 Scheidsrechter: Stefan Chumpalov (BUL) |

|                                                                  |                                                  |       |                    |                                                                                     |
| 3 juli Balkan Cup 1932 № 39 «onderlinge duels» 17:30 uur (UTC+1) | Joegoslavië                                      | 3 – 1 | Roemenië           | Stadion BSK, Belgrado Toeschouwers: 8.000 Scheidsrechter: Stavros Hatzopoulos (GRE) |
| 3 juli Balkan Cup 1932 № 39 «onderlinge duels» 17:30 uur (UTC+1) | Dobrivoje Zečević 21', 30' Đorđe Vujadinović 42' |       | 36' Nicolae Covaci | Stadion BSK, Belgrado Toeschouwers: 8.000 Scheidsrechter: Stavros Hatzopoulos (GRE) |

|                                                                       |          |                                                            |       | |
| 2 oktober Vriendschappelijk № 40 «onderlinge duels» 19:30 uur (UTC+3) | Roemenië | 0 – 5                                                      | Polen | Stadionul Oficiul Național de Educație Fizică, Boekarest Toeschouwers: 8.000 Scheidsrechter: Ernest Fabris (YUG) |
| 2 oktober Vriendschappelijk № 40 «onderlinge duels» 19:30 uur (UTC+3) |          | 5' Michał Matyas 8', 25', 78' Józef Nawrot 38' Ewald Urban |       | Stadionul Oficiul Național de Educație Fizică, Boekarest Toeschouwers: 8.000 Scheidsrechter: Ernest Fabris (YUG) |

|                                                                                       |            |                   |          |                                                                               |
| 16 oktober Balkan Cup voor amateurs 1931/34 № 41 «onderlinge duels» 15:00 uur (UTC+1) | Oostenrijk | 0 – 1             | Roemenië | Linzerstadion, Linz Toeschouwers: 4.000 Scheidsrechter: Bohumil Ženišek (TCH) |
| 16 oktober Balkan Cup voor amateurs 1931/34 № 41 «onderlinge duels» 15:00 uur (UTC+1) |            | 1' Francisc Ronay |          | Linzerstadion, Linz Toeschouwers: 4.000 Scheidsrechter: Bohumil Ženišek (TCH) |

### 1933
|                                                                  | |       |           | |
| 4 juni Balkan Cup 1933 № 42 «onderlinge duels» 16:30 uur (UTC+3) | Roemenië | 7 – 0 | Bulgarije | Stadionul Oficiul Național de Educație Fizică, Boekarest Toeschouwers: 15.000 Scheidsrechter: Stavros Hatzopoulos (GRE) |
| 4 juni Balkan Cup 1933 № 42 «onderlinge duels» 16:30 uur (UTC+3) | Petea Vâlcov 11' Ştefan Dobay 53' Gheorghe Ciolac 57' Gheorghe Ciolac 61' Ştefan Dobay 62' Gheorghe Ciolac 66' Petea Vâlcov 76' |       |           | Stadionul Oficiul Național de Educație Fizică, Boekarest Toeschouwers: 15.000 Scheidsrechter: Stavros Hatzopoulos (GRE) |

|                                                                  |                  |       |             | |
| 8 juni Balkan Cup 1933 № 43 «onderlinge duels» 18:00 uur (UTC+2) | Roemenië         | 1 – 0 | Griekenland | Stadionul Oficiul Național de Educație Fizică, Boekarest Toeschouwers: 15.000 Scheidsrechter: Ernest Fabris (YUG) |
| 8 juni Balkan Cup 1933 № 43 «onderlinge duels» 18:00 uur (UTC+2) | Ştefan Dobay 24' |       |             | Stadionul Oficiul Național de Educație Fizică, Boekarest Toeschouwers: 15.000 Scheidsrechter: Ernest Fabris (YUG) |

|                                                                   |                                                                             |       |             | |
| 11 juni Balkan Cup 1933 № 44 «onderlinge duels» 18:00 uur (UTC+3) | Roemenië                                                                    | 5 – 0 | Joegoslavië | Stadionul Oficiul Național de Educație Fizică, Boekarest Toeschouwers: 28.000 Scheidsrechter: Nikola Dosev (BUL) |
| 11 juni Balkan Cup 1933 № 44 «onderlinge duels» 18:00 uur (UTC+3) | Silviu Bindea 7' Gheorghe Ciolac 10' Iuliu Bodola 13', 35' Ştefan Dobay 42' |       |             | Stadionul Oficiul Național de Educație Fizică, Boekarest Toeschouwers: 28.000 Scheidsrechter: Nikola Dosev (BUL) |

|                                                                                         |                                                                                      |       |                | |
| 24 september Balkan Cup voor amateurs 1931/34 № 45 «onderlinge duels» 16:30 uur (UTC+3) | Roemenië                                                                             | 5 – 1 | Hongarije      | Stadionul Oficiul Național de Educație Fizică, Boekarest Toeschouwers: 12.000 Scheidsrechter: Nikola Dosev (BUL) |
| 24 september Balkan Cup voor amateurs 1931/34 № 45 «onderlinge duels» 16:30 uur (UTC+3) | Graţian Sepi 8' Graţian Sepi 32' Graţian Sepi 47' Silviu Bindea 77' Graţian Sepi 83' |       | 33' Keskely II | Stadionul Oficiul Național de Educație Fizică, Boekarest Toeschouwers: 12.000 Scheidsrechter: Nikola Dosev (BUL) |

|                                                                           |                                                   |       |                                   |                                                                                |
| 29 oktober WK 1934 kwalificatie № 46 «onderlinge duels» 14:30 uur (UTC+1) | Zwitserland                                       | 2 – 2 | Roemenië                          | Wankdorf-Stadion, Bern Toeschouwers: 15.000 Scheidsrechter: Hans Boekman (NED) |
| 29 oktober WK 1934 kwalificatie № 46 «onderlinge duels» 14:30 uur (UTC+1) | Ernst Hufschmid 75' Erwin Hochsträsser 80' (pen.) |       | 18' Graţian Sepi 67' Ştefan Dobay | Wankdorf-Stadion, Bern Toeschouwers: 15.000 Scheidsrechter: Hans Boekman (NED) |

### 1934
|                                                                                     |                         |       |                                     |                                                                                                |
| 25 maart Balkan Cup voor amateurs 1931/34 № 47 «onderlinge duels» 17:00 uur (UTC+1) | Tsjecho-Slowakije       | 2 – 2 | Roemenië                            | Pardubický Stadion, Pardubice Toeschouwers: 10.000 Scheidsrechter: Maksymilian Schneider (POL) |
| 25 maart Balkan Cup voor amateurs 1931/34 № 47 «onderlinge duels» 17:00 uur (UTC+1) | Habelt 20' Kalocsay 83' |       | 28' Nicolae Covaci 49' Ştefan Dobay | Pardubický Stadion, Pardubice Toeschouwers: 10.000 Scheidsrechter: Maksymilian Schneider (POL) |

|                                                                         |                                         |       |                     | |
| 29 april WK 1934 kwalificatie № 48 «onderlinge duels» 17:00 uur (UTC+3) | Roemenië                                | 2 – 1 | Joegoslavië         | Stadionul Oficiul Național de Educație Fizică, Boekarest Toeschouwers: 20.000 Scheidsrechter: John Langenus (BEL) |
| 29 april WK 1934 kwalificatie № 48 «onderlinge duels» 17:00 uur (UTC+3) | Alexandru Schwartz 38' Ştefan Dobay 74' |       | 71' Vladimir Kragić | Stadionul Oficiul Național de Educație Fizică, Boekarest Toeschouwers: 20.000 Scheidsrechter: John Langenus (BEL) |

| Wereldkampioenschap voetbal 1934 |
| -------------------------------- |

|                                                                         |                     |       |           |                                                                                 |
| 27 mei WK 1934 Achtste finale № 49 «onderlinge duels» 16:00 uur (UTC+1) | Tsjecho-Slowakije   | 2 – 1 | Roemenië  | Stadio Littorio, Triëst Toeschouwers: 9.000 Scheidsrechter: John Langenus (BEL) |
| 27 mei WK 1934 Achtste finale № 49 «onderlinge duels» 16:00 uur (UTC+1) | Puč 49' Nejedlý 66' |       | 10' Dobay | Stadio Littorio, Triëst Toeschouwers: 9.000 Scheidsrechter: John Langenus (BEL) |

|  |  |  |  |  |  |  |  |  |

|                                                                        |                                                              |       |                                           | |
| 14 oktober Vriendschappelijk № 50 «onderlinge duels» 12:00 uur (UTC+1) | Polen                                                        | 3 – 3 | Roemenië                                  | Stadion im. Marszałka Józefa Piłsudskiego we Lwowie, Lviv Toeschouwers: 6.000 Scheidsrechter: Ernest Fabris (YUG) |
| 14 oktober Vriendschappelijk № 50 «onderlinge duels» 12:00 uur (UTC+1) | Henryk Martyna 12' (pen.) Ewald Urban 60' Henryk Martyna 63' |       | 17', 86' Ştefan Dobay 52' Gheorghe Ciolac | Stadion im. Marszałka Józefa Piłsudskiego we Lwowie, Lviv Toeschouwers: 6.000 Scheidsrechter: Ernest Fabris (YUG) |

|                                                                          |                                               |       |                                     |                                                                                            |
| 27 december Balkan Cup 1934/35 № 51 «onderlinge duels» 15:00 uur (UTC+2) | Griekenland                                   | 2 – 2 | Roemenië                            | Leoforos Alexandrasstadion, Athene Toeschouwers: 15.000 Scheidsrechter: Nikola Dosev (BUL) |
| 27 december Balkan Cup 1934/35 № 51 «onderlinge duels» 15:00 uur (UTC+2) | Leonidas Andrianopoulos 14' Kostas Houmis 75' |       | 5' Ştefan Dobay 13' Gheorghe Ciolac | Leoforos Alexandrasstadion, Athene Toeschouwers: 15.000 Scheidsrechter: Nikola Dosev (BUL) |

|                                                                          |                            |       |                                                       |                                                                                                   |
| 30 december Balkan Cup 1934/35 № 52 «onderlinge duels» 15:00 uur (UTC+2) | Bulgarije                  | 2 – 3 | Roemenië                                              | Leoforos Alexandrasstadion, Athene Toeschouwers: 2.500 Scheidsrechter: Sotiris Asprogerakas (GRE) |
| 30 december Balkan Cup 1934/35 № 52 «onderlinge duels» 15:00 uur (UTC+2) | Ljoebomir Angelov 44', 51' |       | 14' Iuliu Bodola 31' Iuliu Bodola 37' Gheorghe Ciolac | Leoforos Alexandrasstadion, Athene Toeschouwers: 2.500 Scheidsrechter: Sotiris Asprogerakas (GRE) |

### 1935
|                                                                        |          |                                                                              |             |                                                                                                   |
| 1 januari Balkan Cup 1934/35 № 53 «onderlinge duels» 15:15 uur (UTC+2) | Roemenië | 0 – 4                                                                        | Joegoslavië | Leoforos Alexandrasstadion, Athene Toeschouwers: 25.000 Scheidsrechter: Stavros Hatzopoulos (GRE) |
| 1 januari Balkan Cup 1934/35 № 53 «onderlinge duels» 15:15 uur (UTC+2) |          | 10' Aleksandar Tirnanić 34' Blagoje Marjanović 67', 83' Aleksandar Tomašević |             | Leoforos Alexandrasstadion, Athene Toeschouwers: 25.000 Scheidsrechter: Stavros Hatzopoulos (GRE) |

|                                                                   |          |                                              |             |                                                                                     |
| 17 juni Balkan Cup 1935 № 54 «onderlinge duels» 19:00 uur (UTC+2) | Roemenië | 0 – 2                                        | Joegoslavië | Joenakstadion, Sofia Toeschouwers: 10.000 Scheidsrechter: Stavros Hatzopoulos (GRE) |
| 17 juni Balkan Cup 1935 № 54 «onderlinge duels» 19:00 uur (UTC+2) |          | 33' Blagoje Marjanović 56' Branislav Sekulić |             | Joenakstadion, Sofia Toeschouwers: 10.000 Scheidsrechter: Stavros Hatzopoulos (GRE) |

|                                                                   |                                                                                     |       |          |                                                                                     |
| 19 juni Balkan Cup 1935 № 55 «onderlinge duels» 17:30 uur (UTC+2) | Bulgarije                                                                           | 4 – 0 | Roemenië | Joenakstadion, Sofia Toeschouwers: 10.000 Scheidsrechter: Stavros Hatzopoulos (GRE) |
| 19 juni Balkan Cup 1935 № 55 «onderlinge duels» 17:30 uur (UTC+2) | Mihail Lozanov 11' Vuchko Yordanov 33' Asen Peshev 49' Petre Sucitulescu 62' (e.d.) |       |          | Joenakstadion, Sofia Toeschouwers: 10.000 Scheidsrechter: Stavros Hatzopoulos (GRE) |

|                                                                   |                        |       |                                   |                                                                            |
| 24 juni Balkan Cup 1935 № 56 «onderlinge duels» 16:00 uur (UTC+2) | Griekenland            | 2 – 2 | Roemenië                          | Levski Field, Sofia Toeschouwers: 1.000 Scheidsrechter: Nikola Dosev (BUL) |
| 24 juni Balkan Cup 1935 № 56 «onderlinge duels» 16:00 uur (UTC+2) | Kostas Houmis 10', 15' |       | 24' Iuliu Bodola 26' Lucian Gruin | Levski Field, Sofia Toeschouwers: 1.000 Scheidsrechter: Nikola Dosev (BUL) |

|                                                                         |                                                                                |       |                       |                                                                                              |
| 25 augustus Vriendschappelijk № 57 «onderlinge duels» 16:00 uur (UTC+1) | Duitsland                                                                      | 4 – 2 | Roemenië              | Mitteldeutsche Kampfbahn, Erfurt Toeschouwers: 35.000 Scheidsrechter: Joop van Moorsel (NED) |
| 25 augustus Vriendschappelijk № 57 «onderlinge duels» 16:00 uur (UTC+1) | Josef Rasselnberg 1' August Lenz 72' Wilhelm Simetsreiter 78' Karl Hohmann 80' |       | 15', 77' Petea Vâlcov | Mitteldeutsche Kampfbahn, Erfurt Toeschouwers: 35.000 Scheidsrechter: Joop van Moorsel (NED) |

|                                                                         |                                                                                                 |       |                        |                                                                                            |
| 1 september Vriendschappelijk № 58 «onderlinge duels» 14:00 uur (UTC+1) | Zweden                                                                                          | 7 – 1 | Roemenië               | Olympisch Stadion, Stockholm Toeschouwers: 19.000 Scheidsrechter: Rinaldo Barlassina (ITA) |
| 1 september Vriendschappelijk № 58 «onderlinge duels» 14:00 uur (UTC+1) | Kurt Bergsten 17' Tore Keller 47' Axel Nilsson 70', 73', 87' Sven Jonasson 72' Erik Persson 74' |       | 60' Gheorghe Georgescu | Olympisch Stadion, Stockholm Toeschouwers: 19.000 Scheidsrechter: Rinaldo Barlassina (ITA) |

|                                                                        |                                                           |       |                   | |
| 3 november Vriendschappelijk № 59 «onderlinge duels» 15:00 uur (UTC+2) | Roemenië                                                  | 4 – 1 | Polen             | Stadionul Oficiul Național de Educație Fizică, Boekarest Toeschouwers: 20.000 Scheidsrechter: Jovan Ružić (YUG) |
| 3 november Vriendschappelijk № 59 «onderlinge duels» 15:00 uur (UTC+2) | Dincă Schileru 1' Silviu Bindea 20', 35' Graţian Sepi 73' |       | 36' Karol Pazurek | Stadionul Oficiul Național de Educație Fizică, Boekarest Toeschouwers: 20.000 Scheidsrechter: Jovan Ružić (YUG) |

### 1936
|                                                                                             |                            |       |                                                | |
| 10 mei Vriendschappelijk Koning Carol II Cup 1936 № 60 «onderlinge duels» 17:00 uur (UTC+3) | Roemenië                   | 3 – 2 | Joegoslavië                                    | Stadionul Oficiul Național de Educație Fizică, Boekarest Toeschouwers: 30.000 Scheidsrechter: John Langenus (BEL) |
| 10 mei Vriendschappelijk Koning Carol II Cup 1936 № 60 «onderlinge duels» 17:00 uur (UTC+3) | Iuliu Bodola 21', 46', 51' |       | 32' Đorđe Vujadinović 67' Aleksandar Tomašević | Stadionul Oficiul Național de Educație Fizică, Boekarest Toeschouwers: 30.000 Scheidsrechter: John Langenus (BEL) |

|                                                                  |                                                                    |       |                                            | |
| 17 mei Balkan Cup 1936 № 61 «onderlinge duels» 17:30 uur (UTC+3) | Roemenië                                                           | 5 – 2 | Griekenland                                | Stadionul Oficiul Național de Educație Fizică, Boekarest Toeschouwers: 15.000 Scheidsrechter: Peco Bauwens (GER) |
| 17 mei Balkan Cup 1936 № 61 «onderlinge duels» 17:30 uur (UTC+3) | Iuliu Bodola 21', 85' Alexandru Schwartz 37', 75' Ştefan Dobay 77' |       | 31' Giannis Vazos 76' Theologos Simeonidis | Stadionul Oficiul Național de Educație Fizică, Boekarest Toeschouwers: 15.000 Scheidsrechter: Peco Bauwens (GER) |

|                                                                  |                                                                  |       |                       | |
| 24 mei Balkan Cup 1936 № 62 «onderlinge duels» 17:30 uur (UTC+3) | Roemenië                                                         | 4 – 1 | Bulgarije             | Stadionul Oficiul Național de Educație Fizică, Boekarest Toeschouwers: 20.000 Scheidsrechter: Peco Bauwens (GER) |
| 24 mei Balkan Cup 1936 № 62 «onderlinge duels» 17:30 uur (UTC+3) | Alexandru Schwartz 10', 55' Gheorghe Ciolac 66' Ştefan Dobay 78' |       | 35' Ljoebomir Angelov | Stadionul Oficiul Național de Educație Fizică, Boekarest Toeschouwers: 20.000 Scheidsrechter: Peco Bauwens (GER) |

|                                                                       |                   |       |                                | |
| 4 oktober Vriendschappelijk № 63 «onderlinge duels» 15:30 uur (UTC+2) | Roemenië          | 1 – 2 | Hongarije                      | Stadionul Oficiul Național de Educație Fizică, Boekarest Toeschouwers: 35.000 Scheidsrechter: John Langenus (BEL) |
| 4 oktober Vriendschappelijk № 63 «onderlinge duels» 15:30 uur (UTC+2) | Silviu Bindea 24' |       | 65' Gyula Lázár 83' Géza Toldi | Stadionul Oficiul Național de Educație Fizică, Boekarest Toeschouwers: 35.000 Scheidsrechter: John Langenus (BEL) |

### 1937
|                                                                                        |                  |       |                     | |
| 18 april Vriendschappelijk Eduard Benes' Cup № 64 «onderlinge duels» 16:30 uur (UTC+3) | Roemenië         | 1 – 1 | Tsjecho-Slowakije   | Stadionul Regele Carol II, Boekarest Toeschouwers: 29.500 Scheidsrechter: Rinaldo Barlassina (ITA) |
| 18 april Vriendschappelijk Eduard Benes' Cup № 64 «onderlinge duels» 16:30 uur (UTC+3) | Iuliu Bodola 63' |       | 81' Oldřich Nejedlý | Stadionul Regele Carol II, Boekarest Toeschouwers: 29.500 Scheidsrechter: Rinaldo Barlassina (ITA) |

|                                                                     |                                            |       |                      |                                                                                            |
| 10 juni Vriendschappelijk № 65 «onderlinge duels» 17:30 uur (UTC+3) | Roemenië                                   | 2 – 1 | België               | Stadionul Regele Carol II, Boekarest Toeschouwers: .000 Scheidsrechter: Gustav Krist (TCH) |
| 10 juni Vriendschappelijk № 65 «onderlinge duels» 17:30 uur (UTC+3) | Iuliu Baratki 34' Iuliu Baratki 79' (pen.) |       | 87' Bernard Voorhoof | Stadionul Regele Carol II, Boekarest Toeschouwers: .000 Scheidsrechter: Gustav Krist (TCH) |

|                                                                     |                                            |       |                        |                                                                                               |
| 27 juni Vriendschappelijk № 66 «onderlinge duels» 17:45 uur (UTC+3) | Roemenië                                   | 2 – 2 | Zweden                 | Stadionul Regele Carol II, Boekarest Toeschouwers: 28.000 Scheidsrechter: John Langenus (BEL) |
| 27 juni Vriendschappelijk № 66 «onderlinge duels» 17:45 uur (UTC+3) | Iuliu Baratki 25' Iuliu Baratki 89' (pen.) |       | 29', 37' Sven Jonasson | Stadionul Regele Carol II, Boekarest Toeschouwers: 28.000 Scheidsrechter: John Langenus (BEL) |

|                                                                    |                                     |       |                                                          |                                                                           |
| 4 juli Vriendschappelijk № 67 «onderlinge duels» 18:00 uur (UTC+1) | Polen                               | 2 – 4 | Roemenië                                                 | Stadion ŁKS, Łódź Toeschouwers: 20.000 Scheidsrechter: Frigyes Klug (HUN) |
| 4 juli Vriendschappelijk № 67 «onderlinge duels» 18:00 uur (UTC+1) | Leonard Piątek 2' Michał Matyas 25' |       | 13' Ştefan Dobay 14', 82' Iuliu Baratki 18' Iuliu Bodola | Stadion ŁKS, Łódź Toeschouwers: 20.000 Scheidsrechter: Frigyes Klug (HUN) |

|                                                                    |          |                                    |          |                                                                                       |
| 8 juli Vriendschappelijk № 68 «onderlinge duels» 18:15 uur (UTC+2) | Litouwen | 0 – 2                              | Roemenië | Valstybinis stadionas, Kaunas Toeschouwers: 5.000 Scheidsrechter: Voldemar Rõks (EST) |
| 8 juli Vriendschappelijk № 68 «onderlinge duels» 18:15 uur (UTC+2) |          | 17' Ionică Bogdan 88' Iuliu Bodola |          | Valstybinis stadionas, Kaunas Toeschouwers: 5.000 Scheidsrechter: Voldemar Rõks (EST) |

|                                                                     |         |       |          |                                                                           |
| 12 juli Vriendschappelijk № 69 «onderlinge duels» 18:30 uur (UTC+2) | Letland | 0 – 0 | Roemenië | ASK Stadions, Riga Toeschouwers: 8.000 Scheidsrechter: Gustav Krist (TCH) |
| 12 juli Vriendschappelijk № 69 «onderlinge duels» 18:30 uur (UTC+2) |         |       |          | ASK Stadions, Riga Toeschouwers: 8.000 Scheidsrechter: Gustav Krist (TCH) |

|                                                                     |                                      |       |                  |                                                                                 |
| 14 juli Vriendschappelijk № 70 «onderlinge duels» 19:00 uur (UTC+2) | Estland                              | 2 – 1 | Roemenië         | Kadriorustadion, Tallinn Toeschouwers: 6.000 Scheidsrechter: Gustav Krist (TCH) |
| 14 juli Vriendschappelijk № 70 «onderlinge duels» 19:00 uur (UTC+2) | Julius Kaljo 15' Georg Siimenson 80' |       | 54' Iuliu Bodola | Kadriorustadion, Tallinn Toeschouwers: 6.000 Scheidsrechter: Gustav Krist (TCH) |

|                                                                                                  |                                         |       |                   |                                                                               |
| 6 september Vriendschappelijk Koning Carol II Cup 1936 № 71 «onderlinge duels» 17:00 uur (UTC+1) | Joegoslavië                             | 2 – 1 | Roemenië          | Stadion BSK, Belgrado Toeschouwers: 12.000 Scheidsrechter: Gustav Krist (TCH) |
| 6 september Vriendschappelijk Koning Carol II Cup 1936 № 71 «onderlinge duels» 17:00 uur (UTC+1) | Đorđe Vujadinović 20' August Lešnik 28' |       | 62' Iuliu Baratki | Stadion BSK, Belgrado Toeschouwers: 12.000 Scheidsrechter: Gustav Krist (TCH) |

### 1938
|                                                                                               |          |                   |             | |
| 8 mei Vriendschappelijk Eduard Benes' Cup 1937–1938 № 72 «onderlinge duels» 17:00 uur (UTC+3) | Roemenië | 0 – 1             | Joegoslavië | Stadionul Oficiul Național de Educație Fizică, Boekarest Toeschouwers: 35.000 Scheidsrechter: Pál Hertzka (HUN) |
| 8 mei Vriendschappelijk Eduard Benes' Cup 1937–1938 № 72 «onderlinge duels» 17:00 uur (UTC+3) |          | 25' Frane Matošić |             | Stadionul Oficiul Național de Educație Fizică, Boekarest Toeschouwers: 35.000 Scheidsrechter: Pál Hertzka (HUN) |

|                                                                    |                                                        |              |                                                       |                                                                                  |
| 5 juni Vriendschappelijk № 73 «onderlinge duels» 17:00 uur (UTC+1) | Cuba                                                   | 3 – 3 (n.v.) | Roemenië                                              | Stade Chapou, Toulouse Toeschouwers: 7.000 Scheidsrechter: Giuseppe Scarpi (ITA) |
| 5 juni Vriendschappelijk № 73 «onderlinge duels» 17:00 uur (UTC+1) | Héctor Socorro 44' Tomás Fernández 87' Juan Tuñas 117' |              | 35' Silviu Bindea 88' Iuliu Baratky 105' Ştefan Dobay | Stade Chapou, Toulouse Toeschouwers: 7.000 Scheidsrechter: Giuseppe Scarpi (ITA) |

|                                                                    |                                        |       |                  |                                                                                |
| 9 juni Vriendschappelijk № 74 «onderlinge duels» 18:00 uur (UTC+1) | Cuba                                   | 2 – 1 | Roemenië         | Stade Chapou, Toulouse Toeschouwers: 7.536 Scheidsrechter: Alfred Birlem (GER) |
| 9 juni Vriendschappelijk № 74 «onderlinge duels» 18:00 uur (UTC+1) | Héctor Socorro 51' Carlos Oliveira 57' |       | 35' Ştefan Dobay | Stade Chapou, Toulouse Toeschouwers: 7.536 Scheidsrechter: Alfred Birlem (GER) |

| |                         |       |                   |                                                                              |
| 6 september Vriendschappelijk Eduard Benes' Cup 1937–1938 № 75 «onderlinge duels» 16:00 uur (UTC+1) | Joegoslavië             | 1 – 1 | Roemenië          | Stadion BSK, Belgrado Toeschouwers: 8.000 Scheidsrechter: Peco Bauwens (GER) |
| 6 september Vriendschappelijk Eduard Benes' Cup 1937–1938 № 75 «onderlinge duels» 16:00 uur (UTC+1) | Aleksandar Petrović 41' |       | 67' Silviu Bindea | Stadion BSK, Belgrado Toeschouwers: 8.000 Scheidsrechter: Peco Bauwens (GER) |

|                                                                          |                 |       |                                                                           | |
| 25 september Vriendschappelijk № 76 «onderlinge duels» 16:00 uur (UTC+3) | Roemenië        | 1 – 4 | Duitsland                                                                 | Stadionul Oficiul Național de Educație Fizică, Boekarest Toeschouwers: 32.000 Scheidsrechter: Mika Popović (YUG) |
| 25 september Vriendschappelijk № 76 «onderlinge duels» 16:00 uur (UTC+3) | Cornel Orza 81' |       | 13' Helmut Schön 51' Josef Stroh 55' (e.d.) Gheorghe Albu 76' Hans Pesser | Stadionul Oficiul Național de Educație Fizică, Boekarest Toeschouwers: 32.000 Scheidsrechter: Mika Popović (YUG) |

|                                                                                          | |       |                                    |                                                                                     |
| 4 december Vriendschappelijk Eduard Benes' Cup № 77 «onderlinge duels» 14:00 uur (UTC+1) | Tsjecho-Slowakije                                                                                    | 6 – 2 | Roemenië                           | Letenský Stadion, Praag Toeschouwers: 13.000 Scheidsrechter: Generoso Dattilo (ITA) |
| 4 december Vriendschappelijk Eduard Benes' Cup № 77 «onderlinge duels» 14:00 uur (UTC+1) | Josef Bican 27' Josef Ludl 37' Josef Bican 49' Josef Bican 63' Vlastimil Kopecký 78' Josef Bican 81' |       | 25' Iuliu Baratki 26' Iuliu Bodola | Letenský Stadion, Praag Toeschouwers: 13.000 Scheidsrechter: Generoso Dattilo (ITA) |

### 1939
|                                                                                            |                  |       |             | |
| 7 mei Vriendschappelijk Koning Carol II Cup 1936 № 78 «onderlinge duels» 17:00 uur (UTC+3) | Roemenië         | 1 – 0 | Joegoslavië | Stadionul Oficiul Național de Educație Fizică, Boekarest Toeschouwers: 25.000 Scheidsrechter: Giuseppe Scarpi (ITA) |
| 7 mei Vriendschappelijk Koning Carol II Cup 1936 № 78 «onderlinge duels» 17:00 uur (UTC+3) | Ştefan Dobay 89' |       |             | Stadionul Oficiul Național de Educație Fizică, Boekarest Toeschouwers: 25.000 Scheidsrechter: Giuseppe Scarpi (ITA) |

|                                                                    |                                                                   |       |         |                                                                                            |
| 18 mei Vriendschappelijk № 79 «onderlinge duels» 17:30 uur (UTC+3) | Roemenië                                                          | 4 – 0 | Letland | Stadionul Venus, Boekarest Toeschouwers: 2.000 Scheidsrechter: Maksymilian Schneider (POL) |
| 18 mei Vriendschappelijk № 79 «onderlinge duels» 17:30 uur (UTC+3) | Iuliu Bodola 41', 83' Ştefan Dobay 56' Fricis Laumanis 76' (e.d.) |       |         | Stadionul Venus, Boekarest Toeschouwers: 2.000 Scheidsrechter: Maksymilian Schneider (POL) |

|                                                                    |          |                                  |          | |
| 24 mei Vriendschappelijk № 80 «onderlinge duels» 18:00 uur (UTC+3) | Roemenië | 0 – 2                            | Engeland | Stadionul Oficiul Național de Educație Fizică, Boekarest Toeschouwers: 40.000 Scheidsrechter: John Langenus (BEL) |
| 24 mei Vriendschappelijk № 80 «onderlinge duels» 18:00 uur (UTC+3) |          | 10' Len Goulden 52' Donald Welsh |          | Stadionul Oficiul Național de Educație Fizică, Boekarest Toeschouwers: 40.000 Scheidsrechter: John Langenus (BEL) |

|                                                                     |          |                   |        | |
| 11 juni Vriendschappelijk № 81 «onderlinge duels» 18:00 uur (UTC+3) | Roemenië | 0 – 1             | Italië | Stadionul Oficiul Național de Educație Fizică, Boekarest Toeschouwers: 28.000 Scheidsrechter: Alois Beranek (AUT) |
| 11 juni Vriendschappelijk № 81 «onderlinge duels» 18:00 uur (UTC+3) |          | 32' Gino Colaussi |        | Stadionul Oficiul Național de Educație Fizică, Boekarest Toeschouwers: 28.000 Scheidsrechter: Alois Beranek (AUT) |

|                                                                        |                       |       |                 | |
| 22 oktober Vriendschappelijk № 82 «onderlinge duels» 15:30 uur (UTC+2) | Roemenië              | 1 – 1 | Hongarije       | Stadionul Oficiul Național de Educație Fizică, Boekarest Toeschouwers: 32.000 Scheidsrechter: Generoso Dattilo (ITA) |
| 22 oktober Vriendschappelijk № 82 «onderlinge duels» 15:30 uur (UTC+2) | Francisc Spielman 78' |       | 74' Mátyás Tóth | Stadionul Oficiul Național de Educație Fizică, Boekarest Toeschouwers: 32.000 Scheidsrechter: Generoso Dattilo (ITA) |

België · Bulgarije · Denemarken · Duitsland · Engeland · Estland · Finland · Frankrijk · Griekenland · Hongarije · Ierland · Israël · Italië · Joegoslavië · Letland · Litouwen · Luxemburg · Nederland · Noord-Ierland · Noorwegen · Oostenrijk · Polen · Portugal · Roemenië · Schotland · Spanje · Tsjecho-Slowakije · Turkije · Wales · Zweden · Zwitserland
FRF · A-internationals · Selecties · Bondscoaches · Statistieken · Roemeens vrouwenelftal · Olympisch elftal · Roemenië U21 · Roemenië U20 · Roemenië U19 · Roemenië U18 · Roemenië U17 · Roemenië U16
1922 – 1929 · 
1930 – 1939 · 
1940 – 1949 · 
1950 – 1959 · 
1960 – 1969 · 
1970 – 1979 · 
1980 – 1989 · 
1990 – 1999 · 
2000 – 2009 · 
2010 – 2019 · 
2020 – 2029
EK's: 1984 · 
1996 · 
2000 · 
2008 · 
2016 · 
2024
WK's: 1930 · 
1934 · 
1938 · 
1970 · 
1990 · 
1994 · 
1998
OS: 1924 · 
1952 · 
1964 · 
2020
1922 · 
1923 · 
1924 · 
1925 · 
1926 · 
1927 · 
1928 · 
1929 · 
1930 · 
1931 · 
1932 · 
1933 · 
1934 · 
1935 · 
1936 · 
1937 · 
1938 · 
1939 · 
1940 · 
1941 · 
1942 · 
1943 · 
1944 · 
1945 · 
1946 · 
1947 · 
1948 · 
1949 · 
1950 · 
1952 · 
1952 · 
1953 · 
1954 · 
1955 · 
1956 · 
1957 · 
1958 · 
1959 · 
1960 · 
1961 · 
1962 · 
1963 · 
1964 · 
1965 · 
1966 · 
1967 · 
1968 · 
1969 · 
1970 · 
1971 · 
1972 · 
1973 · 
1974 · 
1975 · 
1976 · 
1977 · 
1978 · 
1979 · 
1980 · 
1981 · 
1982 · 
1983 · 
1984 · 
1985 · 
1986 · 
1987 · 
1988 · 
1989 · 
1990 · 
1991 · 
1992 · 
1993 · 
1994 · 
1995 · 
1996 · 
1997 · 
1998 · 
1999 · 
2000 · 
2001 · 
2002 · 
2003 · 
2004 · 
2005 · 
2006 · 
2007 · 
2008 · 
2009 · 
2010 · 
2011 · 
2012 · 
2013 · 
2014 · 
2015 ·
2016 ·
2017 ·
2018 ·
2019 ·
2020 ·
2021 ·
2022 ·
2023
Albanië ·
Algerije ·
Andorra ·
Argentinië ·
Armenië ·
Australië ·
Azerbeidzjan ·
België ·
Bolivia ·
Bosnië en Herzegovina ·
Brazilië ·
Bulgarije ·
Chili ·
China ·
Colombia ·
Congo-Kinshasa ·
Cuba ·
Cyprus ·
DDR ·
Denemarken ·
Duitsland ·
Ecuador ·
Egypte ·
Engeland ·
Estland ·
Faeröer ·
Finland ·
Frankrijk ·
Georgië ·
Griekenland ·
Honduras ·
Hongarije ·
Ierland ·
IJsland ·
Irak ·
Iran ·
Israël ·
Italië ·
Ivoorkust ·
Japan ·
Joegoslavië ·
Kameroen ·
Kazachstan · 
Kosovo · 
Kroatië ·
Letland ·
Liechtenstein ·
Litouwen ·
Luxemburg ·
Malta ·
Marokko ·
Mexico ·
Moldavië ·
Montenegro ·
Nederland ·
Nigeria ·
Noord-Ierland ·
Noord-Macedonië ·
Noorwegen ·
Oekraïne ·
Oostenrijk ·
Paraguay ·
Peru ·
Polen ·
Portugal ·
Rusland ·
San Marino ·
Schotland ·
Servië ·
Slovenië ·
Slowakije ·
Sovjet-Unie ·
Spanje ·
Trinidad en Tobago ·
Tsjechië ·
Tsjecho-Slowakije ·
Tunesië ·
Turkije ·
Turkmenistan ·
Uruguay ·
Verenigde Arabische Emiraten ·
Verenigde Staten ·
Wales ·
Wit-Rusland ·
Zuid-Korea ·
Zweden ·
Zwitserland
Albanië (2016) · 
Frankrijk (2008) · 
Frankrijk (2016) · 
Italië (2008) · 
Nederland (2008) · 
Zwitserland (2016)